# Dampierre-sur-Avre
Pour les articles homonymes, voir Dampierre et Avre.
Dampierre-sur-Avre est une commune française située dans le département d'Eure-et-Loir, en région Centre-Val de Loire.

## Géographie

### Situation
La commune est située au nord-ouest de l'Eure-et-Loir et limitrophe du département de l'Eure, en région Normandie.

Situation géographique
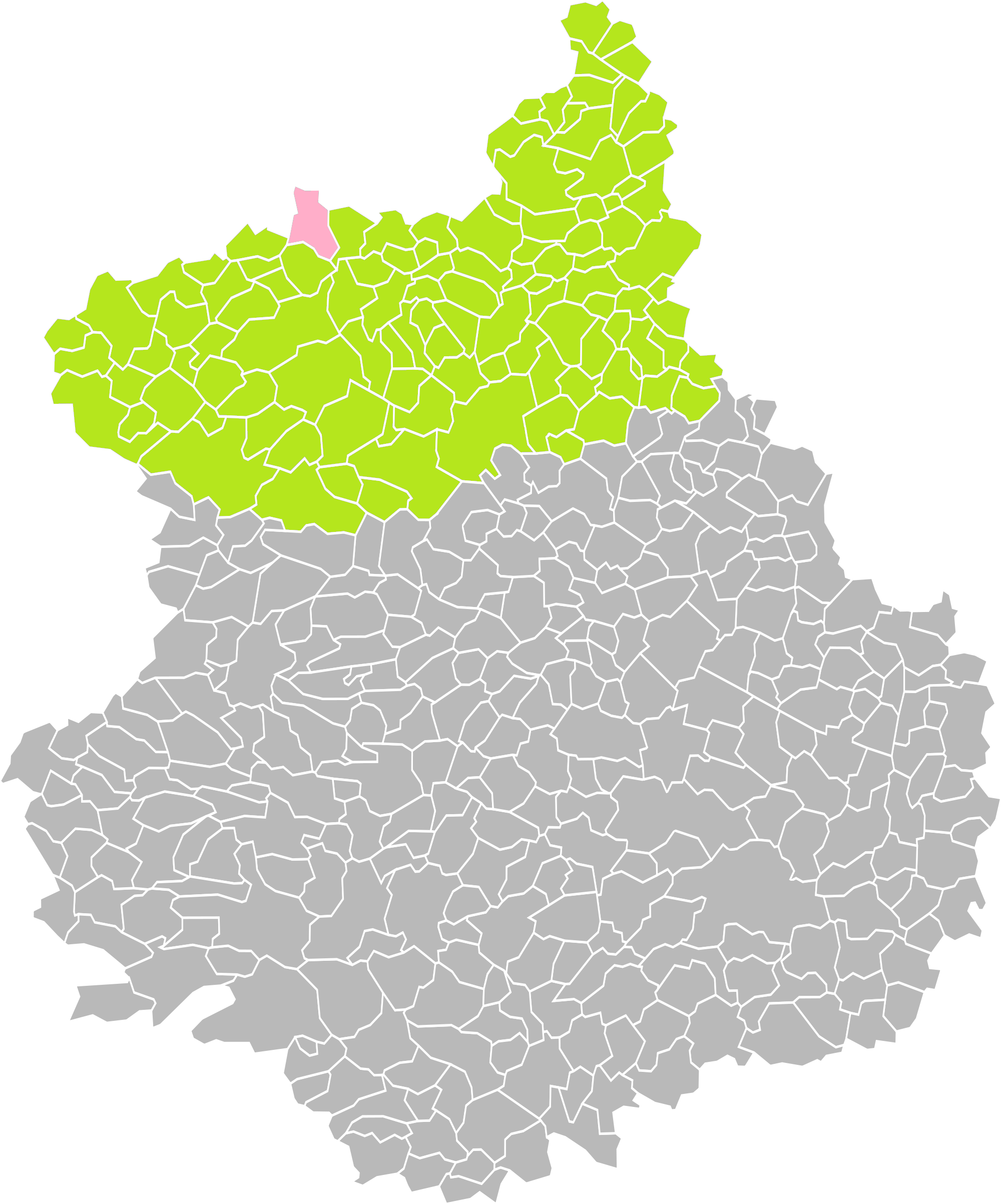
Dampierre-sur-Avre dans son arrondissement.
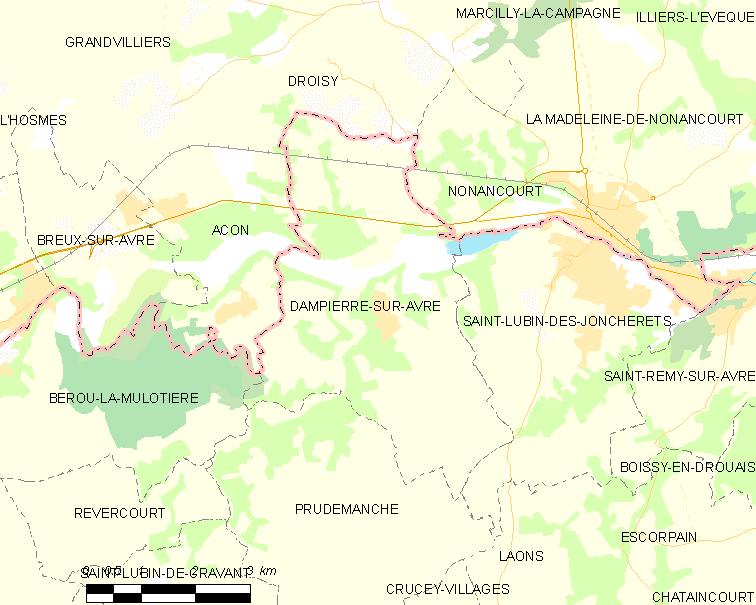
Carte de la commune de Dampierre-sur-Avre.

### Communes, département et région limitrophes
| Acon (Eure)        | Droisy (Eure)      | Nonancourt (Eure)          |
| Acon (Eure)        | Dampierre-sur-Avre | Saint-Lubin-des-Joncherets |
| Bérou-la-Mulotière | Prudemanche        | Saint-Lubin-des-Joncherets |

### Hydrographie
- Comme son nom l'indique, cette commune est traversée par la rivière l'Avre, affluent de l'Eure et donc sous-affluent du fleuve la Seine.
- La commune est également parcourue par la Meuvette, affluent en rive droite de l'Avre, dont le point de confluence est situé sur son territoire[2].

### Climat
Pour des articles plus généraux, voir Climat du Centre-Val de Loire et Climat d'Eure-et-Loir.
En 2010, le climat de la commune est de type climat océanique dégradé des plaines du Centre et du Nord, selon une étude du CNRS s'appuyant sur une série de données couvrant la période 1971-2000. En 2020, Météo-France publie une typologie des climats de la France métropolitaine dans laquelle la commune est dans une zone de transition entre le climat océanique et le climat océanique altéré et est dans la région climatique  Sud-ouest du bassin Parisien, caractérisée par une faible pluviométrie, notamment au printemps (120 à 150 mm) et un hiver froid (3,5 °C).
Pour la période 1971-2000, la température annuelle moyenne est de 10,5 °C, avec une amplitude thermique annuelle de 14,3 °C. Le cumul annuel moyen de précipitations est de 625 mm, avec 10,7 jours de précipitations en janvier et 8,1 jours en juillet. Pour la période 1991-2020, la température moyenne annuelle observée sur la station météorologique de Météo-France la plus proche, sur la commune de Laons à 7 km à vol d'oiseau, est de 11,1 °C et le cumul annuel moyen de précipitations est de 561,4 mm,. Pour l'avenir, les paramètres climatiques de la commune estimés pour 2050 selon différents scénarios d'émission de gaz à effet de serre sont consultables sur un site dédié publié par Météo-France en novembre 2022.

## Urbanisme

### Typologie
Au 1er janvier 2024, Dampierre-sur-Avre est catégorisée commune rurale à habitat dispersé, selon la nouvelle grille communale de densité à 7 niveaux définie par l'Insee en 2022.
Elle est située hors unité urbaine et hors attraction des villes,.

### Occupation des sols
L'occupation des sols de la commune, telle qu'elle ressort de la base de données européenne d’occupation biophysique des sols Corine Land Cover (CLC), est marquée par l'importance des territoires agricoles (76 % en 2018), une proportion identique à celle de 1990 (76 %). La répartition détaillée en 2018 est la suivante : 
terres arables (64,8 %), forêts (22,1 %), prairies (8,8 %), zones agricoles hétérogènes (2,4 %), zones urbanisées (1,6 %), eaux continentales (0,4 %). L'évolution de l’occupation des sols de la commune et de ses infrastructures peut être observée sur les différentes représentations cartographiques du territoire : la carte de Cassini (XVIIIe siècle), la carte d'état-major (1820-1866) et les cartes ou photos aériennes de l'IGN pour la période actuelle (1950 à aujourd'hui).

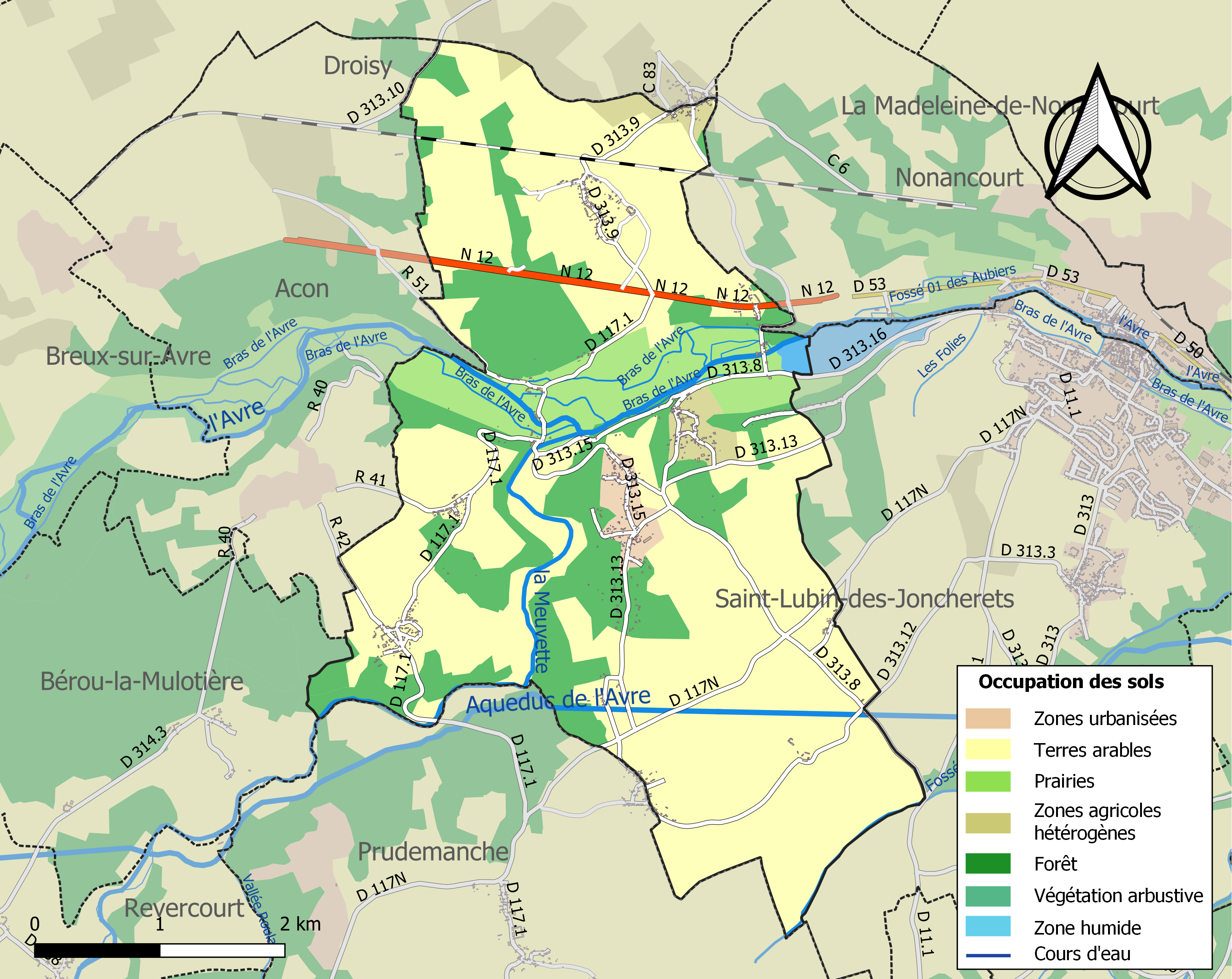
Carte des infrastructures et de l'occupation des sols de la commune en 2018 (CLC).

### Risques majeurs
Le territoire de la commune de Dampierre-sur-Avre est vulnérable à différents aléas naturels : météorologiques (tempête, orage, neige, grand froid, canicule ou sécheresse), inondations, mouvements de terrains et séisme (sismicité très faible). Il est également exposé à un risque technologique, le transport de matières dangereuses. Un site publié par le BRGM permet d'évaluer simplement et rapidement les risques d'un bien localisé soit par son adresse soit par le numéro de sa parcelle.

#### Risques naturels
Certaines parties du territoire communal sont susceptibles d’être affectées par le risque d’inondation par débordement de cours d'eau et par ruissellement et coulée de boue, notamment l'Avre, le Meuvette et l'Aqueduc de l'Avre. La commune a été reconnue en état de catastrophe naturelle au titre des dommages causés par les inondations et coulées de boue survenues en 1993, 1995, 1999 et 2018,.

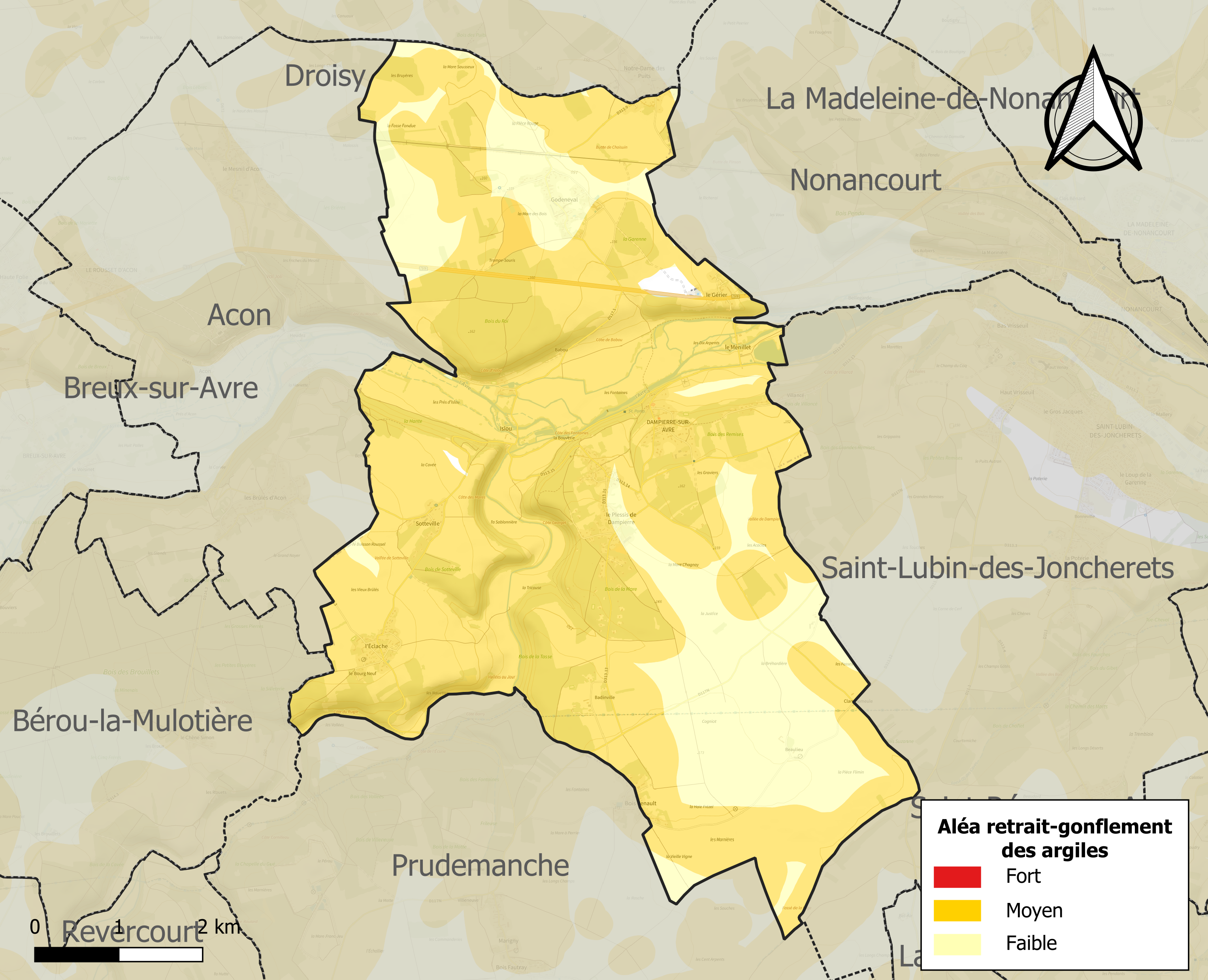
Carte des zones d'aléa retrait-gonflement des sols argileux de Dampierre-sur-Avre.

Les mouvements de terrains susceptibles de se produire sur la commune sont des mouvements de sols liés à la présence d'argile, des affaissements et effondrements liés aux cavités souterraines (hors mines) et des effondrements généralisés. L'inventaire national des cavités souterraines permet de localiser celles situées sur la commune.
Le retrait-gonflement des sols argileux est susceptible d'engendrer des dommages importants aux bâtiments en cas d’alternance de périodes de sécheresse et de pluie. 78,2 % de la superficie communale est en aléa moyen ou fort (52,8 % au niveau départemental et 48,5 % au niveau national). Sur les 385 bâtiments dénombrés sur la commune en 2019, 311 sont en aléa moyen ou fort, soit 81 %, à comparer aux 70 % au niveau départemental et 54 % au niveau national. Une cartographie de l'exposition du territoire national au retrait gonflement des sols argileux est disponible sur le site du BRGM,.
Concernant les mouvements de terrains, la commune a été reconnue en état de catastrophe naturelle au titre des dommages causés par la sécheresse en 2009 et par des mouvements de terrain en 1999.

#### Risques technologiques
Le risque de transport de matières dangereuses sur la commune est lié à sa traversée par des infrastructures routières ou ferroviaires importantes ou la présence d'une canalisation de transport d'hydrocarbures. Un accident se produisant sur de telles infrastructures est en effet susceptible d’avoir des effets graves au bâti ou aux personnes jusqu’à 350 m, selon la nature du matériau transporté. Des dispositions d’urbanisme peuvent être préconisées en conséquence.

## Toponymie
Le nom de la localité est attesté sous la forme Dampna Petra super Arvam en 1300.
Dampierre est un hagiotoponyme caché : Du bas latin dommus et du nom de saint Petrus.
L'Avre (affluent de l'Eure) est une rivière qui prend sa source dans la région naturelle du Perche.

## Histoire

### Préhistoire
La vallée de l'Avre est peuplée depuis le Paléolithique. En 2005 lors de la création du lotissement Henri 1er Beauclerc à Nonancourt furent mises au jour des pointes de flèches en silex. Il est fort probable que les hommes ayant occupé le site aient eu comme site de chasse ce qui est aujourd'hui Dampierre. Tout le long de l'Avre il est courant par endroits de retrouver des éclats ou des silex taillés par des hommes de Néandertal ou des Homo sapiens. C'est le cas en amont de l'Avre sur la commune de Verneuil-sur-Avre (d'après le musée de la Tour Grise). Deux dolmens ont été signalés (la Pierre de Badainville et la Pierre-aux-Joncs) sur le territoire de la commune.

### Époque gauloise et guerre des Gaules
La vallée de l'Avre est peuplée par des Gaulois dits Celtes du peuple des Aulerques Éburovices et des Carnutes, se trouvant en Gaule lyonnaise. Plusieurs routes gauloises traversaient la région, routes qui partaient de Lutèce pour aller vers l'Armorique. Les Aulerques Éburovices étant de la région d'Évreux et occupant le nord de l'Avre, tandis que les Carnutes de la région de Chartres occupaient le sud, frontière qui fut totalement définie entre les deux peuples en 50 av. J.-C.. Lors de la guerre des Gaules la région est densément boisée, comme le rapporte Jules César, information qui fut attestée par l'archéologie. Lors du siège d'Alésia les Éburovices envoyèrent 3 000 hommes pour soutenir Vercingétorix tandis que les Carnutes en envoyèrent 12 000.

### Époque gallo-romaine
Entre 1967 et 1970, des fouilles ont mis au jour un sanctuaire gaulois sur la commune de Bû. D'après les restes monétaires trouvés, il daterait du IIe siècle. Dès 1868, des restes monétaires de la période gallo-romaine sont retrouvés sur les différentes communes de la région. En 1877, une statue de Minerve est découverte datée elle aussi du IIe siècle et 10 ans plus tard une figure casquée, Postume ou Victorin (usurpateur). Les découvertes ne montrent pas qu'il s'agit d'un lieu important mais d'une région normale de l'empire. La vallée et ce qui sera Dampierre est bien moins couverte de forêts, la population est probablement supérieure qu'à la période gauloise pour la zone mais comparée à aujourd'hui elle est insignifiante. Il y avait probablement un certain nombre de grands domaines agricoles dans la région, comme en témoignent des tuiles et des fondations romaines trouvées à plusieurs endroits différents. La région fut christianisée au IVe siècle par saint Taurin d'Évreux.

### Neustrie
La Lyonnaise fut remplacée avec l'avènement des Francs par la Neustrie, la région appartient successivement à Childebert Ier, Clotaire II et à Dagobert Ier qui résidaient au château d'Étrépagny. Vinrent ensuite les Carolingiens (Pépin le Bref, Charlemagne...), puis fut créé pour Robert le Fort le duché de France qui allait de la Seine à la Loire. Il périt en Anjou, à Brissarthe dans un combat contre les Normands en 866. La vallée de l'Avre était prospère puisqu'elle se trouvait loin du Rhin et ne subit pas les attaques des Normands, l'Avre étant trop petit pour les bateaux vikings.Néanmoins la région n'était pas à l'abri d'une attaque comme ce fut le cas à Tillières-sur-Avre.

### Duché de Normandie

#### Rollon
Au début des années 890, Rollon prit possession de Rouen et s'empara d'Évreux. En 911, c'est-à-dire 20 ans plus tard, il fixa les frontières du comté de Normandie, futur duché de Normandie avec Charles III le Simple. Pour frontière sud il imposa l'Avre, ce qui fait que Dampierre-sur-Avre était divisé entre d'un côté les communes appartenant au duché de Normandie ; ex Islou ou Babou, et le sud de Dampierre, dont le village relevant de la souveraineté du roi ou d'un membre de sa famille. Le roi céda aux demandes de Rollon du fait d'un pouvoir vacillant qui passa des mains des Carolingiens aux Capétiens.

#### Guillaume le Conquérant
À la mort de Robert Ier de Normandie, Guillaume le Conquérant devint duc de Normandie le 3 juillet 1035. Avec la conquête normande de l'Angleterre en 1066 naquit une situation délicate entre le roi d’Angleterre et duc de Normandie et le roi de France. Du fait de la possession de la Normandie, le roi d'Angleterre se devait de faire allégeance au roi de France et donc se constituer en vassal.

### Époque moderne
En 1687, le chapitre de Notre-Dame de Chartres vend la terre et seigneurie de Dampierre-sur-Avre, à Étienne Sallé du Ménillet. En 1764, c'est François-Antoine de Courcy qui est cité comme seigneur de Dampierre-sur-Avre.

## Politique et administration

### Liste des maires
| Période    | Période  | Identité              | Étiquette | Qualité                    |
| ---------- | -------- | --------------------- | --------- | -------------------------- |
| Avant 1988 | ?        | Jacques Planque       |           |                            |
| 2001       | Mai 2020 | Alain Bilbille        | SE        | Retraité de l'enseignement |
| Mai 2020   | En cours | Philippe Lechevallier |           |                            |

## Population et société

### Démographie
L'évolution du nombre d'habitants est connue à travers les recensements de la population effectués dans la commune depuis 1793. Pour les communes de moins de 10 000 habitants, une enquête de recensement portant sur toute la population est réalisée tous les cinq ans, les populations de référence des années intermédiaires étant quant à elles estimées par interpolation ou extrapolation. Pour la commune, le premier recensement exhaustif entrant dans le cadre du nouveau dispositif a été réalisé en 2006.

En 2022, la commune comptait 763 habitants, en évolution de +2,42 % par rapport à 2016 (Eure-et-Loir : −0,23 %, France hors Mayotte : +2,11 %).
| 1793  | 1800 | 1806 | 1821 | 1831 | 1836 | 1841 | 1846 | 1851 |
| ----- | ---- | ---- | ---- | ---- | ---- | ---- | ---- | ---- |
| 1 017 | 872  | 782  | 788  | 827  | 830  | 831  | 808  | 778  |

| 1856 | 1861 | 1866 | 1872 | 1876 | 1881 | 1886 | 1891 | 1896 |
| ---- | ---- | ---- | ---- | ---- | ---- | ---- | ---- | ---- |
| 728  | 675  | 662  | 594  | 601  | 636  | 615  | 530  | 513  |

| 1901 | 1906 | 1911 | 1921 | 1926 | 1931 | 1936 | 1946 | 1954 |
| ---- | ---- | ---- | ---- | ---- | ---- | ---- | ---- | ---- |
| 521  | 507  | 509  | 475  | 428  | 407  | 389  | 363  | 344  |

| 1962 | 1968 | 1975 | 1982 | 1990 | 1999 | 2006 | 2011 | 2016 |
| ---- | ---- | ---- | ---- | ---- | ---- | ---- | ---- | ---- |
| 336  | 275  | 248  | 320  | 532  | 611  | 694  | 705  | 745  |

| 2021 | 2022 | - | - | - | - | - | - | - |
| ---- | ---- | - | - | - | - | - | - | - |
| 755  | 763  | - | - | - | - | - | - | - |

## Culture locale et patrimoine

### Lieux et monuments

#### Église Saint-Pierre
Église Saint-Pierre,  Inscrit MH (1926)

L'église Saint-Pierre
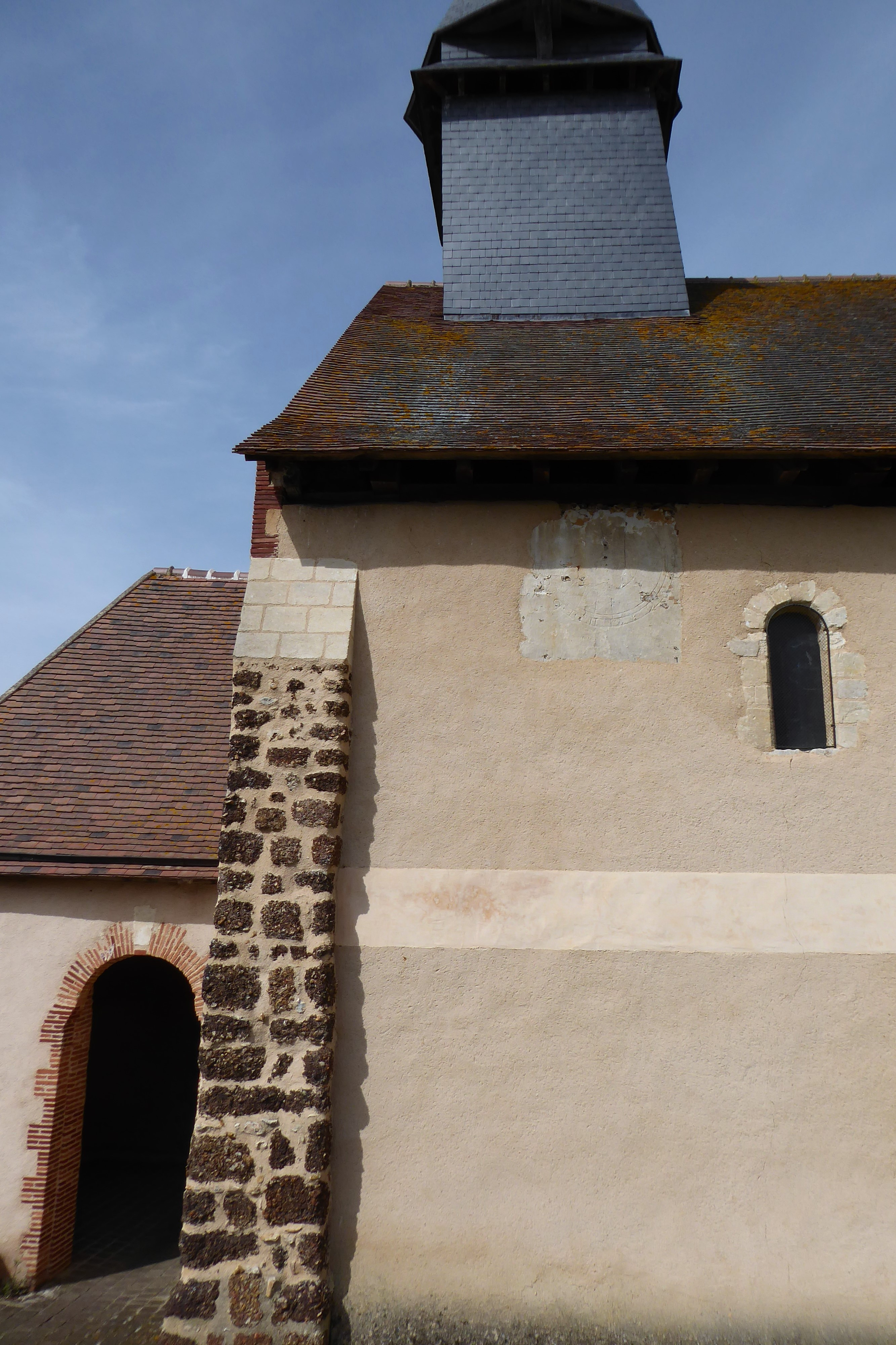
Le cadran solaire sur le mur sud.
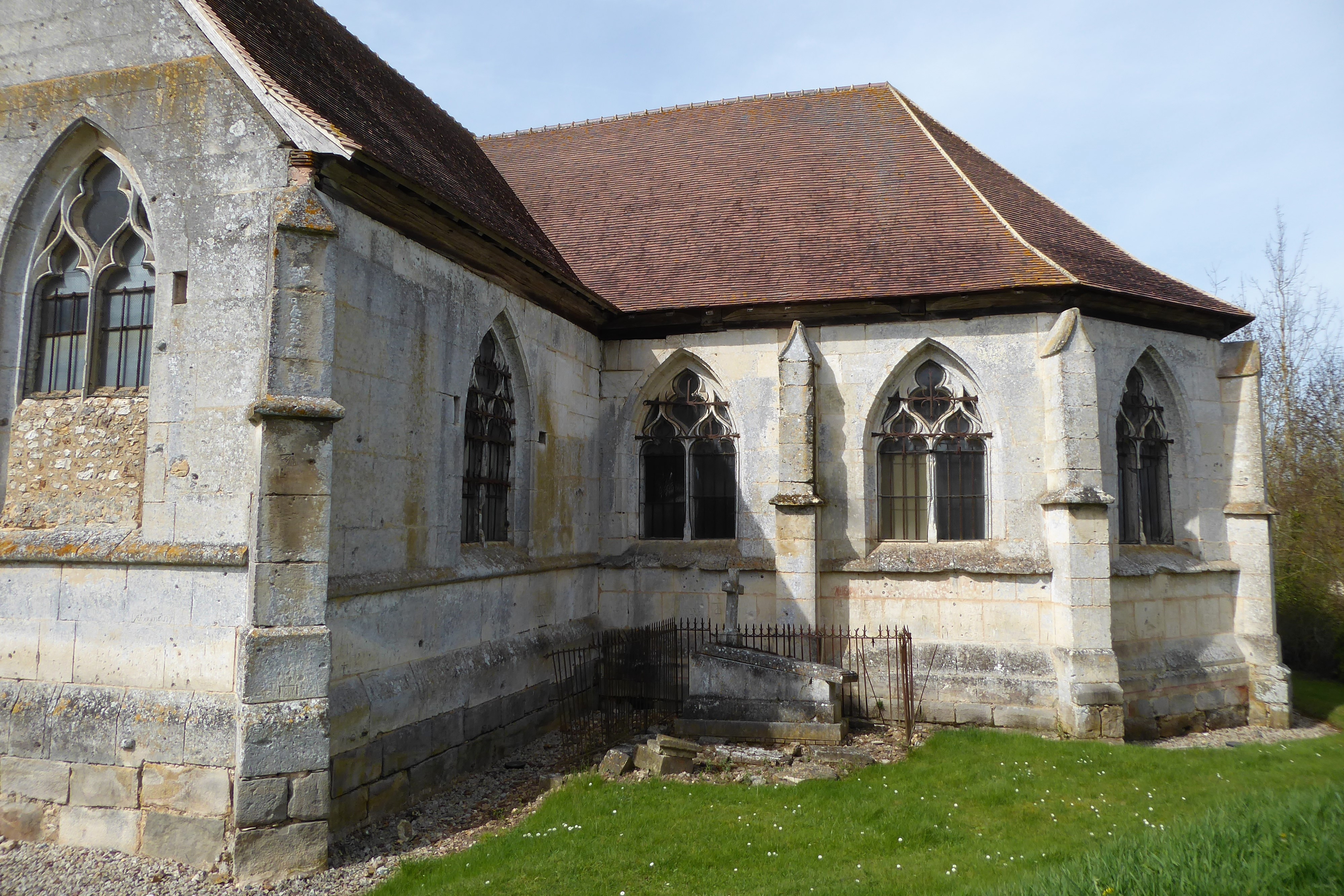
L'abside et le bras sud du transept.
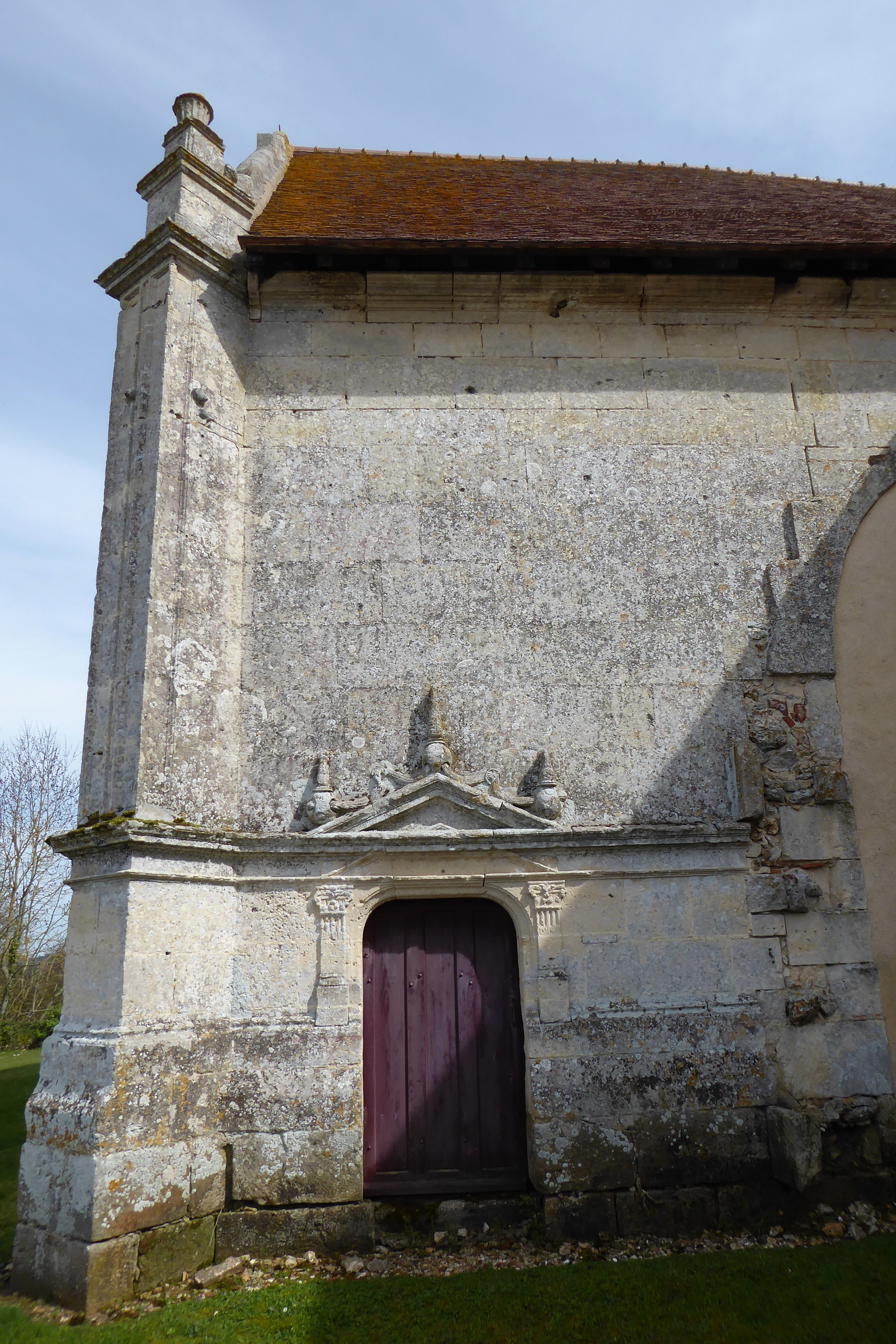
Porte du transept nord.

#### Autres lieux et monuments

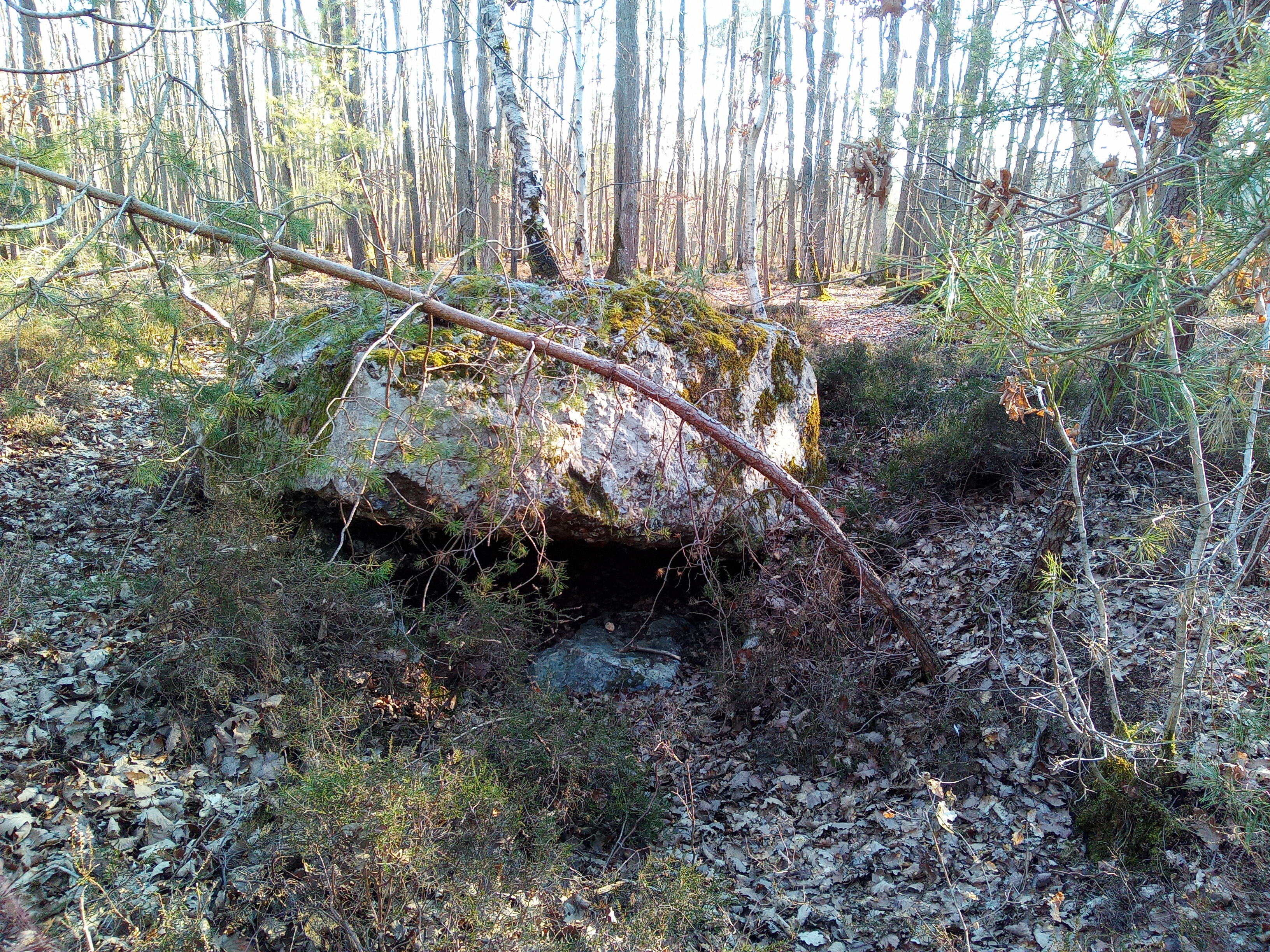
« La Pierre de Badinville ».

- Dolmen « la Pierre de Badinville ».